# Lithacodia benita
Lithacodia benita là một loài bướm đêm trong họ Noctuidae.